# Mariotto Albertinelli
Mariotto Albertinelli (teljes nevén: Mariotto di Bigio di Bindo Albertinelli) (Firenze, 1474. október 13. – 1515. november 5.) firenzei reneszánsz festő, Raffaello követője.

## Életpályája
12 éves korától tanult Cosimo Rosselli, Piero di Cosimo műhelyében, azután sokáig együtt dolgozott Fra Bartolomeóval, aki nagy hatást gyakorolt a művészetére. Giorgio Vasari írja, hogy rajzkészsége nem volt olyan megalapozott, mint Fra Bartolomeóé és feljegyzi róla, hogy II. Lorenzo Medici anyja, Madonna Alfonsina felkérte Mariottót, hogy a kertjükben látható antikvitásokról készítsen rajzokat. Fra Bartolomeo barátja, Girolamo Savonarola kivégzésének hatása alatt belépett a Domonkos-rendbe és egy időre abbahagyta a festést, Albertinelli nem követte, festett tovább.
Mig együtt dolgoztak, addig Fra Bartolomeo hatott rá, de a későbbiekben is számos példaképet talált, köztük Hans Memling és Raffaello művészetét követte. Mozgalmas reneszánsz életet élt, beleértve szerelmi ügyeit is. Fő művének az 1503-ban festett Vizitációt tartják. Igen említésre méltó Madonna-képei vannak, például az Angyali üdvözlet; A gyermek Jézus imádása, Madonna Szent Jeromossal és Zenobiusszal.
Tanítványa volt Franciabigio, akinek művészetére nagy hatást gyakorolt.

## Képeiből

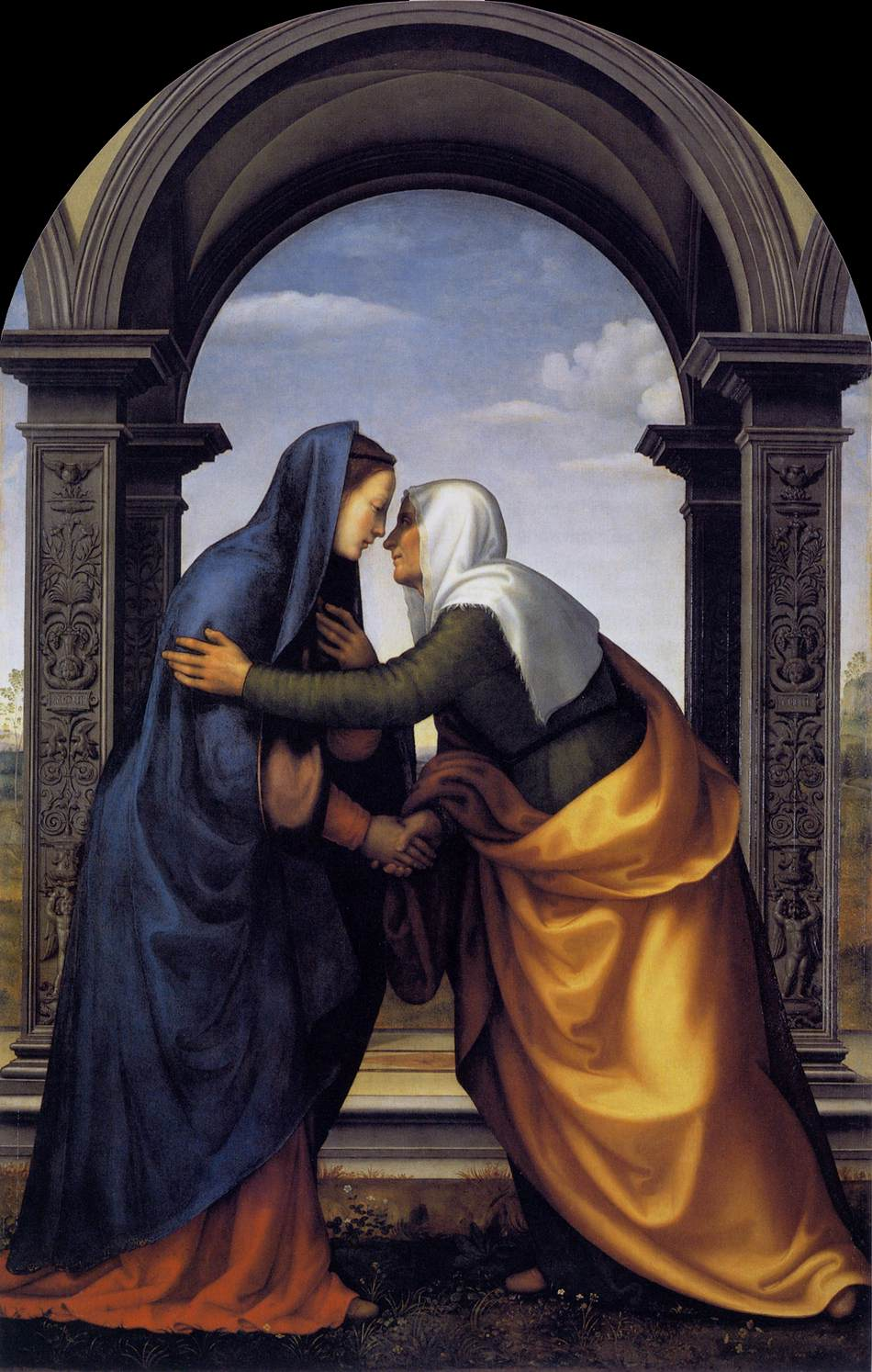
Vizitáció : Mária és Erzsébet találkozása (1503, táblakép)
Angyali üdvözlet
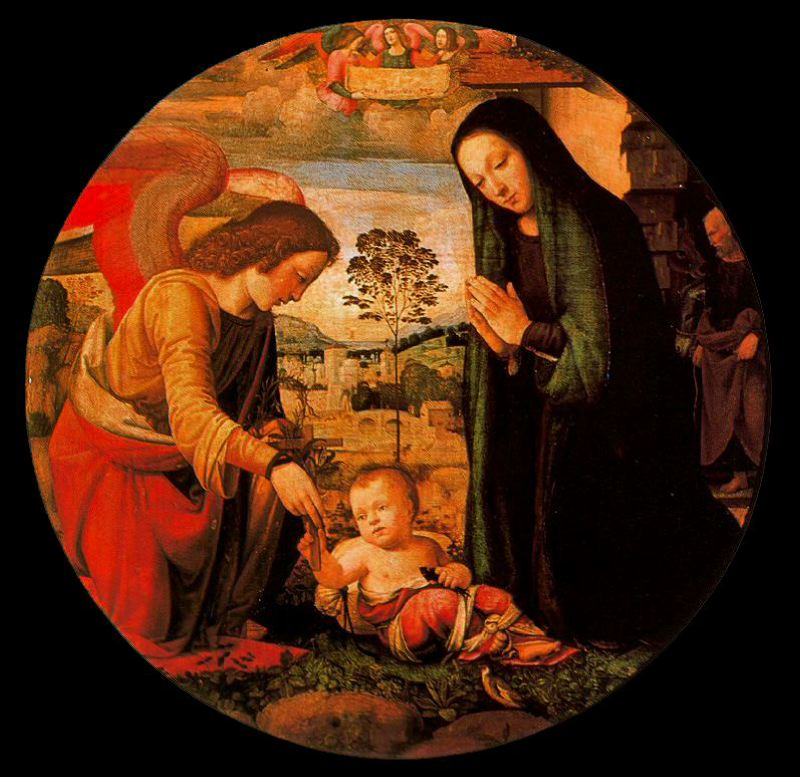
A gyermek Jézus imádása: a gyermek Jézus, Mária és egy angyal
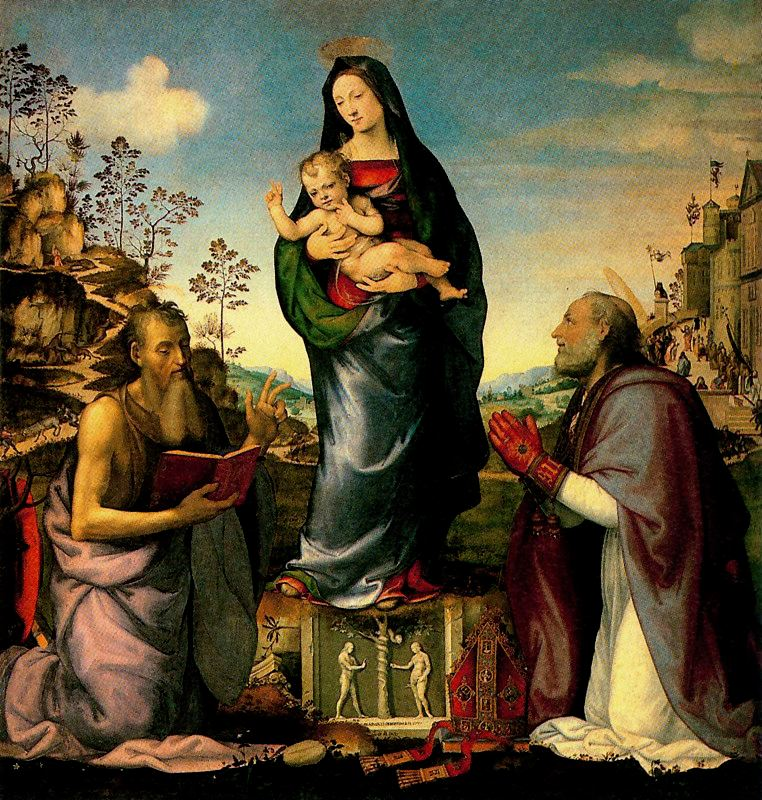
A Madonna Szent Jeromos és Zenobiusszal